# 康纳·菲尔兹
康纳·菲尔茨（英語：Connor Fields，1992年9月14日—）生于得克萨斯州普莱诺，是一名美国男子自行车运动员，主攻小轮车。菲尔茨童年在拉斯维加斯长大，他在7岁时开始参加小轮车比赛，同年他首次获得比赛的奖杯。菲尔茨曾在2016年里约奥运获得男子小轮车金牌，成为历史上首位获得小轮车项目奥运金牌的美国选手。